# ماهيت شافابور طهراني
ماهيت شفابور طهراني، هي مهندسة جيوماتيكية إيرانية متخصصة في نظم المعلومات الجغرافية و المخاطر الطبيعية و تحليل البيانات .

## الحياة
ولدت ماهيت شفابور طهراني في 29 يوليو 1985 في طهران ، إيران.  في عام 2008، حصلت على درجة البكالوريوس في الهندسة البيئية، تخصص هندسة الموارد الطبيعية و البيئة من جامعة العلامة محدث النوري. في عام 2013، حصلت على درجة الماجستير في الاستشعار عن بعد و نظام المعلومات الجغرافية (GIS) من جامعة بوترا ماليزيا (UPM). ثم حصلت على درجة الدكتوراه في نظم المعلومات الجغرافية و الهندسة الجيوماتيكية من جامعة بومباي في عام 2015. 
كانت زميلة ما بعد الدكتوراه في جامعة بورتلاند في الفترة من أكتوبر 2015 إلى فبراير 2016 حيث قامت بالبحث في المخاطر الطبيعية باستخدام التصوير متعدد الأطياف . من أبريل 2016 إلى مارس 2017، عملت طهراني كمساعد باحث في جامعة نيو إنجلاند حيث تخصصت في تحليل بيانات نظم المعلومات الجغرافية و البيانات المكانية. كما كانت زميلة ما بعد الدكتوراه في دراسة المخاطر الطبيعية في أستراليا في كلية العلوم RMIT من مارس 2017 إلى فبراير 2019.  من مارس 2019 إلى يونيو 2019، أجرت أبحاث ما بعد الدكتوراه في مرصد كانديلي بجامعة بوجازيتشي . 

## أعمال مختارة
- Tehrany, Mahyat Shafapour; Pradhan, Biswajeet; Jebur, Mustafa Neamah (2013). "Spatial prediction of flood susceptible areas using rule based decision tree (DT) and a novel ensemble bivariate and multivariate statistical models in GIS". Journal of Hydrology (بالإنجليزية). 504: 69–79. Bibcode:2013JHyd..504...69T. DOI:10.1016/j.jhydrol.2013.09.034.
- Tehrany, Mahyat Shafapour; Pradhan, Biswajeet; Jebur, Mustafa Neamah (2014). "Flood susceptibility mapping using a novel ensemble weights-of-evidence and support vector machine models in GIS" (PDF). Journal of Hydrology (بالإنجليزية). 512: 332–343. Bibcode:2014JHyd..512..332T. DOI:10.1016/j.jhydrol.2014.03.008. S2CID:129355819. Archived from the original (PDF) on 2023-11-17.
- Tehrany, Mahyat Shafapour; Pradhan, Biswajeet; Jebuv, Mustafa Neamah (2014). "A comparative assessment between object and pixel-based classification approaches for land use/land cover mapping using SPOT 5 imagery" (PDF). Geocarto International (بالإنجليزية). 29 (4): 351–369. DOI:10.1080/10106049.2013.768300. ISSN:1010-6049. S2CID:128450416. Archived from the original (PDF) on 2024-04-14.
- Tehrany, Mahyat Shafapour; Pradhan, Biswajeet; Mansor, Shattri; Ahmad, Noordin (2015). "Flood susceptibility assessment using GIS-based support vector machine model with different kernel types". CATENA (بالإنجليزية). 125: 91–101. DOI:10.1016/j.catena.2014.10.017.